# B’Elanna Torres
B’Elanna Torres – postać fikcyjna, pół-człowiek pół-klingonka, bohaterka serialu Star Trek: Voyager. Gra ją Roxann Dawson.